# Nakanoto
Nakanoto (中能登町, Nakanoto-machi) est un bourg du district de Kashima, dans la préfecture d'Ishikawa, au Japon.

## Géographie

### Démographie
Au 1er février 2014, la population de Nakanoto s'élevait à 17 946 habitants répartis sur une superficie de 89,36 km2.